# خرگوش پشمالو
خرگوش پشمالو (نام علمی: Lepus oiostolus) نام یک گونه از سرده خرگوش‌ها است.